# Joseph Choong
Joseph Choong, né le 23 mai 1995 à Orpington, est un pentathlonien britannique.

## Biographie
Joseph Choong a participé pour la première fois aux Jeux Olympiques de Rio de Janeiro en 2016 où il finit finalement dixième.
En 2018, il remporte la médaille d'argent par équipe aux mondiaux de Mexico ainsi qu'une médaille de bronze aux championnats d'Europe à Székesfehérvár. L'année suivante, il gagne en plus la médaille d'argent aux championnats du monde 2019 (et également par équipe). L'équipe britannique devient championne européenne à Bath.
Il devient champion olympique de la compétition masculine du pentathlon moderne aux Jeux olympiques d'été de 2020 à Tokyo .
Il est médaillé d'or en individuel et médaillé d'argent en relais mixte aux Championnats du monde de pentathlon moderne 2022 à Alexandrie.
Il est médaillé d'argent en individuel et médaillé d'argent par équipe aux Jeux européens de 2023 à Cracovie.

## Palmarès
| Discipline/Année                         | 2013 | 2014 | 2015 | 2016 |
| ---------------------------------------- | ---- | ---- | ---- | ---- |
| Jeux olympiques Individuel               | -    | -    | -    | 10e  |
| Championnats du monde seniors Individuel | -    | -    | -    | -    |
| Championnats du monde seniors Équipe     | -    | -    | -    | -    |
| Championnats du monde seniors Relais     | -    | -    | -    | -    |
| Coupe du monde seniors Individuel        | -    | -    | -    | -    |
| Championnats d'Europe seniors Individuel | -    | -    | -    | -    |
| Championnats d'Europe seniors Équipe     | -    | -    | -    | -    |
| Championnats d'Europe seniors Relais     | -    | -    | -    | -    |

Ce palmarès n'est pas complet